# Lac Senneterre
Lac Senneterre är en sjö i Kanada.   Den ligger i regionen Abitibi-Témiscamingue och provinsen Québec, i den sydöstra delen av landet, 400 km norr om huvudstaden Ottawa. Lac Senneterre ligger 298 meter över havet.
I omgivningarna runt Lac Senneterre växer i huvudsak blandskog. Runt Lac Senneterre är det ganska glesbefolkat, med 28 invånare per kvadratkilometer.